# Aviadvigatel' Solov'ëv D-30

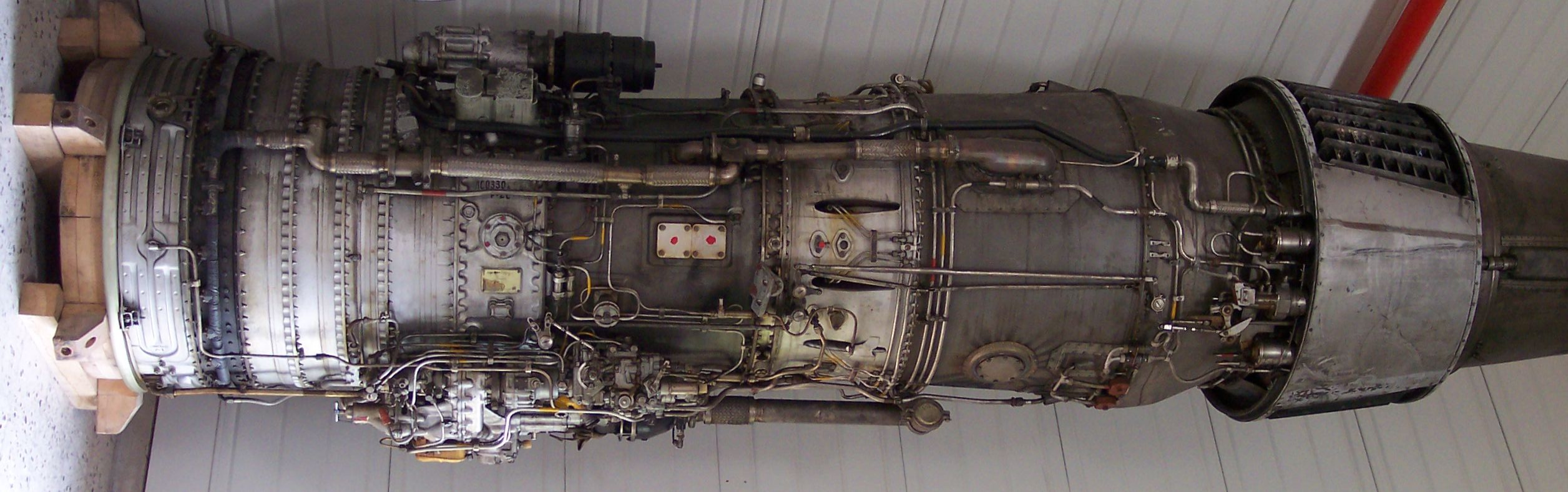
Aviadvigatel' Solov'ëv D-30 Serie II montato sul Tupolev Tu-134A

L'Aviadvigatel' Solov'ëv D-30 è un motore turboventola a doppio albero a basso rapporto di diluizione progettato dall'OKB 19 diretto da Pavel Aleksandrovič Solov'ëv e sviluppato in Unione Sovietica negli anni sessanta e anni settanta.

## Versioni
D-30
- L'Aviadvigatel' Solov'ëv D-30-I è la versione originale creata nel 1967 per i primi jet sovietici Tupolev Tu-134.[2]
- L'Aviadvigatel' Solov'ëv D-30-II è la modifica della prima serie di Aviadvigatel' Solov'ëv D-30-I per gli aerei Tupolev Tu-134A.[2]
- L'Aviadvigatel' Solov'ëv D-30-III è stato creato nel 1982 per i Tupolev Tu-134A-3 e Tu-134B-3.[2]

D-30F6
una versione militare con postbruciatore, l'Aviadvigatel' Solov'ëv D-30F6, è montata sul caccia Mikoyan-Gurevich MiG-31
D-30KP/D-30KP-II/D-30KP Burlak
una versione civile/militare priva di postbruciatori , l'Aviadvigatel' Solov'ëv D-30KP/D-30KP Burlak equipaggia gli aerei cargo sovietici-russi Ilyushin Il-76, Ilyushin Il-78 - tanker sulla base di Ilyushin Il-76, gli aerei anfibii Beriev Be-42 e A-40, l'AWACS A-50 e lo sperimentale A-60 a cannone laser.
D-30KU
Una versione civile, l'Aviadvigatel' Solov'ëv D-30KU equipaggia gli aerei di linea a medio/lungo raggio sovietici-russi Ilyushin Il-62M.
D-30KU-154/D-30KU-154-II
Una versione civile priva di postbruciatori, l'Aviadvigatel' Solov'ëv D-30KU-154/D-30KU-154-II equipaggia gli aerei di linea a medio raggio sovietici-russi Tupolev Tu-154M.